# Regering-Poullet
De regering-Poullet-Vandervelde (17 juni 1925 - 20 mei 1926) was een Belgische regering. Het was een coalitie tussen de Katholieke Unie (78 zetels) en de BWP (78 zetels). De regering volgde de regering-Van de Vyvere op en werd opgevolgd door de regering-Jaspar I.

## Samenstelling
De regering-Poullet telde in eerste instantie 12 ministers: 5 voor de katholieken en 5 socialisten. Daarnaast telde de regering twee liberale extraparlementairen, die evenwel niet werden beschouwd als vertegenwoordigers van de Liberale Partij in de regering.
Poullet is regeringsleider, maar werd aanvankelijk niet benoemd als eerste minister wegens de precaire verhouding tot de coalitiepartner BWP. Die titel zal hij pas in december aannemen.
| Ambtsbekleder                                                                  | Ambtsbekleder                    | Ambtsbekleder                              | Functie                                                  | Termijn                             | Partij                        |
| ------------------------------------------------------------------------------ | -------------------------------- | ------------------------------------------ | -------------------------------------------------------- | ----------------------------------- | ----------------------------- |
|                                                                                |                                  | Prosper Poullet (1868-1937)                | Eerste Minister                                          | 17 juni 1925 - 20 mei 1926          | Katholieke Unie               |
| Minister Economische Zaken                                                     | 17 juni 1925 - 10 december 1925  | Prosper Poullet (1868-1937)                |                                                          |                                     | Katholieke Unie               |
| Minister Justitie                                                              | 10 december 1925 - 20 april 1926 | Prosper Poullet (1868-1937)                |                                                          |                                     | Katholieke Unie               |
| Minister ad interim Landsverdediging                                           | 16 januari 1926 - 20 mei 1926    | Prosper Poullet (1868-1937)                |                                                          |                                     | Katholieke Unie               |
|                                                                                |                                  | Emile Vandervelde (1866-1938)              | Minister Buitenlandse Zaken                              | 17 juni 1925 - 20 mei 1926          | BWP                           |
|                                                                                |                                  | Paul Tschoffen (1878-1961)                 | Minister Justitie                                        | 17 juni 1925 - 10 december 1925     | Katholieke Unie               |
|                                                                                |                                  | Edouard Rolin Jacquemyns (1863-1936)       | Minister Binnenlandse Zaken en Volksgezondheid           | 17 juni 1925 - 20 mei 1926          | extraparlementair (liberaal)  |
|                                                                                |                                  | Camille Huysmans (1871-1968)               | Minister Wetenschappen en Kunsten                        | 17 juni 1925 - 20 mei 1926          | BWP                           |
|                                                                                |                                  | Albert-Edouard Janssen (1883-1966)         | Minister Financiën                                       | 17 juni 1925 - 20 mei 1926          | extraparlementair (katholiek) |
|                                                                                |                                  | Aloys Van de Vyvere (1871-1961)            | Minister Landbouw                                        | 17 juni 1925 - 24 februari 1926     | Katholieke Unie               |
|                                                                                |                                  | Alfred Laboulle (1865-1947)                | Minister Openbare Werken                                 | 17 juni 1925 - 20 mei 1926          | BWP                           |
|                                                                                |                                  | Joseph Wauters (1875-1929)                 | Minister Nijverheid, Arbeid en Maatschappelijke Voorzorg | 17 juni 1925 - 20 mei 1926          | BWP                           |
|                                                                                |                                  | Edward Anseele (1856-1938)                 | Minister Spoorwegen, Zeewezen, Posterijen en Telegrafen  | 17 juni 1925 - 8 december 1925      | BWP                           |
| Minister Spoorwegen, Zeewezen, Posterijen, Telegrafen, Telefonen en Luchtvaart | 8 december 1925 - 20 mei 1926    | Edward Anseele (1856-1938)                 |                                                          |                                     | BWP                           |
|                                                                                |                                  | Prosper Kestens (1867-1945)                | Minister Landsverdediging                                | 17 juni 1925 - 16 januari 1926      | extraparlementair (liberaal)  |
|                                                                                |                                  | Henri Carton de Tournai (1878-1969)        | Minister Koloniën                                        | 17 juni 1925 - 20 mei 1926          | Katholieke Unie               |
|                                                                                |                                  | Pierre de Liedekerke de Pailhe (1869-1943) | Minister Economische Zaken                               | 10 december 1925 - 24 februari 1926 | Katholieke Unie               |
| Minister Landbouw                                                              | 24 februari 1926 - 20 mei 1926   | Pierre de Liedekerke de Pailhe (1869-1943) |                                                          |                                     | Katholieke Unie               |

### Herschikkingen
- Op 10 december 1925 neemt Paul Tschoffen (Katholieke Unie) ontslag als minister van Justitie. Zijn bevoegdheid wordt overgenomen door de premier Prosper Poullet (Katholieke Unie). De bevoegdheid Economische Zaken van de premier wordt overgenomen door een nieuwe minister Pierre de Liedekerke de Pailhe (Katholieke Unie).
- Op 8 december 1925 wordt minister Edward Anseele (BWP) ook bevoegd voor Telefonen Luchtvaart.
- Op 16 januari 1926 neemt Prosper Kestens ontslag als minister van Landsverdediging. De premier volgt hem ad interim op.
- Op 24 februari 1926 neemt Aloys Van de Vyvere (Katholieke Unie) ontslag als minister van Landbouw. Zijn bevoegdheid wordt overgenomen door minister van Economische Zaken Pierre de Liedekerke de Pailhe.